# Retro-Style
Retro-Style is een Kirgizisch automerk.
Retro-Style was oorspronkelijk een reparatieshop, gevestigd in de Kirgizische hoofdstad Bisjkek. Het bedrijf heeft zich gespecialiseerd in het restaureren van oldtimers. Later werd het bedrijf ook actief met de custom business (volledig naar klantwens gebouwde auto's), bijvoorbeeld customized versies van een Hanomag uit 1938 en een Oldsmobile uit 1978. Een recenter project is de Retro-Style Barhan, een vreemde dubbelganger van de Hummer H1, technisch gebaseerd op de GAZ-66. 